# روبن تشان
روبن تشان (8 يناير 1968 في ماليزيا - ) هو مدرب كرة قدم ولاعب كرة قدم ماليزي في مركز الهجوم. لعب مع Salem City FC ‏ وOrlando Lions ‏ وCocoa Expos ‏ وOrlando Nighthawks ‏.